# Ilya Gringolts
Ilyá Gringolts (San Petersburgo, 2 de julio de 1982) es un violinista y compositor ruso.

## Trayectoria
Nació en San Petersburgo en 1982 y en esa misma ciudad estudió violín con Tatiana Liberova y Jeanna Metallidi. Después estudió en la Escuela Juilliard, y estudió violín con Itzhak Perlman durante 3 años.
De 2001 a 2003 fue miembro de la Nueva Generación de Artistas del programa de la Radio de la BBC 3.
Gringolts ejerce actualmente de profesor en la facultad de música de la Zürcher Hochschule der Künste y es también profesor adjunto en la Real Academia Escocesa de Música y Drama en Glasgow. Su repertorio abarca desde el barroco hasta la música contemporánea. Además de tocar el violín moderno, tiene un compromiso continuo con los instrumentos de época y toca la música barroca con un violín y arco barrocos. Fundó el Cuarteto Gringolts en 2008 y es su primer violín. Toca el Stradivarius "ex-Kiesewetter", prestado por la Stradivari Society de Chicago.
Ha tocado en todo el mundo con las principales orquestas, como la Orquesta de Cámara Mahler, Real Filarmónica de Liverpool, Sinfónica de Birmingham, Sinfónica Alemana de Berlín, Sinfónica Escocesa de la BBC, Real Nacional Escocesa, de São Paulo, Filarmónica de Israel, Sinfónica de Chicago, Filarmónica de Londres, Filarmónica de San Petersburgo, Filarmónica de Los Ángeles y Sinfónica de Melbourne. Ha actuado en los festivales de Lucerna, Kuhmo, Colmar, Bucarest, Milán, Monte Carlo y de los Proms de la BBC. Ha hecho giras por China con la Orquesta Sinfónica de Latí, por Alemania y España con la Orquesta Filarmónica de la Radio NDR de Hannover y por Japón con la Orquesta Sinfónica de la NHK de Tokio.
La crítica dice que ofrece un sonido bonito, agradable y un aliento poético sin caer en la afectación. Se aleja de la excentricidad y busca las situaciones anímicas propuestas por los compositores. Gringolts despliega sus cualidades en los momentos más líricos, que en sus interpretaciones suenan nostálgicos y evocadores. Pero en los pasajes brillantes, quizá se echa de menos un sonido más poderoso y un temperamento más enérgico.
En 2010, interpretó el ciclo completo de las sonatas de Bach para violín y clave con Masaaki Suzuki, en el Festival de Verbier. Ha colaborado con muchos compositores contemporáneos y estrenado obras de Peter Maxwell Davies, Augusta Read Thomas, Christophe Bertrand y Michael Jarrell. 
En músico de cámara ha colaborado entre otros con Yuri Bashmet, Lynn Harrell, Diemut Poppen, Vladimir Mendelssohn e Itamar Golan.
Gringolts ha hecho grabaciones comerciales para sellos como Onyx, Hyperion y Deutsche Grammophon. Dedicó a Robert Schumann dos discos: las Sonatas para violín y piano n.º 1 y n.º 3 con Peter Laul (2010) y los Tríos para violín, violonchelo y piano junto a Dmitry Kouzov y Peter Laul (2011). 

## Vida personal
Gringolts se casó con la violinista armenia Anahit Kurtikián. La pareja tiene dos hijas. Su hermana Olga está casada con el violinista Maksim Venguérov.

## Premios y reconocimientos
A lo largo de su carrera ha recibido diversos reconocimientos:
- 1992 – Concurso juvenil de toda Rusia, segundo premio.
- 1994 – Concurso Internacional de Jóvenes en San Petersburgo, primer premio.
- 1995 – Concurso Internacional Yehudi Menuhin para jóvenes violinistas, división junior, sexto premio.
- 1997 – Concurso Internacional de Violín Henryk Wieniawski, división junior, laureado.
- 1998 – Premio Paganini, ganó el primer premio en este concurso internacional de violín celebrado en Génova, Italia.
- 2006 – Premio Gramophone en la categoría de música de cámara por la grabación del Quinteto para piano de Serguéi Tanéyev con Vadim Repin, Nobuko Imai, Lynn Harrell y Mijaíl Pletniov.[6][7]

## Discografía
- 1999 – Paganini: Introduzione e variazioni sul tema ‘Nel cor più non mi sento’, Concierto para violín n.º 1. Con Irina Ryumina al piano, Orquesta Sinfónica Lahti, Osmo Vänskä. (BIS CD-999)
- 2000 – Solo. Incluye: Hindemith: Sonatas Op. 31 n.º 1 & n.º 2; Schnittke: A Paganini; Gringolts: Sonata Bachiana; Ysaÿe: Sonatas n.º 3 & n.º 6 de Seis sonatas, Op. 27. (BIS CD-1051)
- 2001 – Berio: Duetti per due violini; Denísov: Sonata for two violins. Con Alexandr Bulov. (BIS CD-1047)
- 2002 – Tchaikovsky & Shostakovich: Conciertos para violín. Con la Filarmónica de Israel, Itzhak Perlman. (DG 471 616-2)
- 2003 – Bach: Partitas n.º 1 & n.º 3; Sonata n.º 2. (DG 474 235-2)[8]
- 2004 – Prokófiev & Sibelius: Conciertos para violín. Con la Sinfónica de Gotemburgo, Neeme Järvi. (DG 474 814-2)
- 2005 – Taneyev: Quinteto para piano Op. 30; Trío para piano Op. 22. Vadim Repin, Nobuko Imai, Mijaíl Pletniov. (DG 477 541-9)[6]
- 2008 – Beethoven: Conciertos para piano & Triple concierto. Con Alexander Longquish & Mario Brunello al piano, Orquesta Sinfónica Simón Bolívar, Claudio Abbado. (DG 447 724-4)
- 2008 – Ernst: Elegy; Fantasía Otelo; 6 estudio para violín solo. Con Ashley Wass al piano. (Hyperion CDA67619)
- 2009 – Arensky: Concierto para violín en la menor Op. 54; Taneyev: Suite de concert, Op. 28. BBC Scottish Symphony Orchestra, Ilan Volkov. (Hyperion 67642)
- 2010 – Schumann: Sonatas para violín n.º 1 & n.º 3. Con Peter Laul. (Onyx 4053)